# Lingua regionale
Una lingua regionale è una lingua parlata in una parte di un Paese - potrebbe essere una piccola area, uno stato o provincia federale, o un'area più ampia. Viene spesso scambiata impropriamente per un dialetto.

## Definizione nel diritto internazionale
Nei paesi aderenti all'Unione europea le lingue e le culture regionali o minoritarie sono attualmente tutelate e protette e sono uno degli elementi costitutivi dell'Unione europea, tanto che tale principio è sancito dall'articolo 22 della Carta dei diritti fondamentali dell'Unione europea, secondo il quale "L'Unione rispetta la diversità culturale, religiosa e linguistica".
Su iniziativa del Parlamento europeo, che ha adottato una serie di risoluzioni in materia, l'Unione europea è passata all'azione per salvaguardare e promuovere le lingue regionali e minoritarie d'Europa.
La definizione consueta di lingua regionale o minoritaria è quella utilizzata nella Carta europea per le lingue regionali e minoritarie, un trattato internazionale stilato sotto gli auspici del Consiglio d'Europa e adottato da numerosi Stati membri dell'UE: 
"lingue regionali o minoritarie" indica lingue che sono:
1. tradizionalmente usate entro un dato territorio di uno Stato da nazioni di quello Stato che formano un gruppo numericamente inferiore al resto della popolazione dello Stato; e
2. differenti dalla/e lingua/e ufficiale/i di tale Stato

## Influenza del numero di locutori
Vi sono molti casi in cui una lingua regionale può rivendicare un numero maggiore di locutori che certe lingue a cui capita di essere lingue ufficiali di stati sovrani. Ad esempio, il catalano (una lingua regionale della Spagna e della Francia, anche se ufficiale in Andorra) ha più locutori del finlandese o del danese. Il cantonese ha più di 60 milioni di locutori locali ed emigrati come lingua regionale del Guangdong.

## Relazione con le lingue ufficiali
In alcuni casi, una lingua regionale può avere una stretta parentela con la lingua ufficiale o principale dello stato. Ad esempio:
- il neo-aramaico assiro parlato in Iraq, Siria, Turchia e Iran;
- il basso-tedesco, una lingua germanica parlata in Germania e nei Paesi Bassi;
- il casciubo, una lingua slava parlata in Polonia;
- il vallone, una lingua regionale della Francia e del Belgio, appartiene alla stessa famiglia (lingue d'oïl) del francese;
- l'inglese di Scozia, una lingua regionale della Scozia (Regno Unito) e dell'Irlanda, appartenente alla famiglia germanica occidentale dell'inglese;
- il frisone, una lingua regionale dei Paesi Bassi e della Germania, appartiene alla stessa famiglia linguistica dell'olandese e del tedesco;
- il napoletano e il siciliano in Italia, parti della comune famiglia italo-dalmata;
- le varietà alberganti in seno al cinese:
  - il wu, parlato a Shanghai, Jiangsu, Zhejiang e Jiangxi;
  - il yue, la cui varietà interna di Guangzhou (Canton) assume il più noto nome di cantonese;
  - l'hakka, parlato a Guangdong, Jiangxi, Fujian e Taiwan;
  - il min, parlato a Guangdong e Hainan;
  - lo xiang, parlato nella provincia del Hunan;
  - il gan, parlata nel Jiangxi.

In altri casi, una lingua regionale può essere molto diversa dalla lingua principale o ufficiale dello stato. Ad esempio:
- il basco, una lingua regionale di Spagna e Francia che non è indoeuropea, e quindi non è imparentata con lo spagnolo o col francese;
- il bretone, una lingua celtica parlata in Bretagna, Francia;
- il cherokee, una lingua irochese parlata nello stato americano di Oklahoma;
- il cornico, una lingua celtica parlata in Cornovaglia, Regno Unito;
- il corso, una lingua affine ai vernacoli toscani dell'italiano e parlata in Corsica, Francia;
- il gagauzo, una lingua turca parlata in Gagauzia, Moldavia;
- il gallese, una lingua celtica parlata in Galles, Regno Unito;
- il resiano, un dialetto sloveno parlato in Friuli-Venezia Giulia, Italia;
- il sardo, una lingua romanza parlata in Sardegna, Italia;
- il gaelico scozzese, una lingua celtica parlata in Scozia, Regno Unito;
- il sorabo, una lingua regionale della Germania, è una lingua slava.

## Lingue ufficiali come lingue regionali
Una lingua ufficiale di uno stato può essere anche parlata come lingua regionale in uno stato confinante. Ad esempio:
- il francese, l' albanese, lo sloveno e il tedesco sono lingue regionali dell'Italia;
- l'italiano è lingua regionale sia in Slovenia, sia in Croazia;
- l'ungherese è una lingua regionale della Romania;
- il cantonese è lingua ufficiale de facto di Hong Kong, Macao e della province del Guangdong e Guangxi;
- il catalano, lingua ufficiale di Andorra, è una lingua regionale in Spagna, Francia e Italia.